# Gilbertella
Gilbertella är ett släkte av svampar. Gilbertella ingår i familjen Choanephoraceae, ordningen Mucorales, divisionen oksvampar och riket svampar.
| Gilbertella | \| \| Gilbertella persicaria \| \| \| \| |
|             | \| \| Gilbertella persicaria \| \| \| \| |
|             | Choanephora                              |
|             |                                          |
|             | Blakeslea                                |
|             |                                          |
|             | Poitrasia                                |
|             |                                          |
|             | Gilbertella persicaria                   |
|             |                                          |

|  | Gilbertella persicaria |
|  |                        |